# 熱列別齊克
50°52′48″N 31°8′34″E / 50.88000°N 31.14278°E
熱列別齊克（烏克蘭語：Жеребецьке），是烏克蘭北部的村莊，隸屬切爾尼希夫州的切爾尼希夫區。該村始建於1760年，面積0.21平方公里，海拔高度111米，2001年人口80，人口密度每平方公里388.35人。